# Manhole
Manhole (яп. マンホール манхо:ру, «Канализация») — детективная манга, написанная и проиллюстрированная Тэцуей Цуцуи. Вышла с 2004 по 2006 годы в 3-х томах.

## Сюжет
Однажды зимой в городе Сасахара обыкновенный студент совершает посреди улицы убийство по неосторожности неадекватного голого мужчины. Детективы собираются закрыть «неинтересное дело», как вдруг в телах погибшего и всех контактировавших находят новый вид филярии, паразита, редко встречающегося у человека. Необычная зараза распространяется по городу быстрее, чем детективы успевают понять, с чем столкнулись.

## Персонажи
- Кэн Мидзогути (яп. 溝口 健 Мидзогути Кэн) — опытный детектив, протагонист, ведёт дело зараженных филяриями. По ходу развития сюжета сам подвергается заражению, но благодаря силе воли не дает заразе захватить его разум.
- Нао Иноуэ (яп. 井上 菜緒 Иноуэ Нао) — молодая женщина-детектив, протагонист, напарница Мидзогути.
- Такимото Сюити — опытный детектив в возрасте, сотрудник того же отдела, что и Мидзогути с Иноуэ. В прошлом уже вел дела, в которых были замешаны фигуранты текущего дела. Ускоряет процесс ведения запутанного следствия.
- Хироси Курокава — антагонист, талантливый биолог в возрасте, переживший шок от подробностей изнасилования внучки. В поисках возмездия находит редкого африканского паразита, вызывающего помутнения сознания «в лучшую сторону». К концу произведения совершает попытку организовать необратимую эпидемию, считая, что окажет услугу всему миру, избавив его от маньяков, но терпит крах. Перед самоубийством заявляет, что нарочно оставлял следы, и после огласки у него найдутся последователи, которые вновь отыщут заразу.

## Производство
Тэцуя Цуцуи задумал серию, читая «Шёпот ангела», японский роман о бактериальных заболеваниях. Позже он прочитал научные работы на эту тему, посетил музей бактериальных заболеваний в Токио и вдохновился американским кино и работами Осаму Тэдзуки. Цуцуи решил изобразить Сюнсукэ Китадзиму, персонажа из другой своей работы «Перезагрузка», в образе Люка после встречи с преданным поклонником этого персонажа на конференции во Франции.

## Публикация
Манга за авторством Тецуи Цуцуи публиковалась в журнале Young Gangan с 2004 по 2006 год. Компания Square Enix собрала отдельные главы серии в три танкобона.
Abrams ComicArts публиковала мангу на английском языке под своим издательством Kana.

### Тома
| № | Дата выпуска    | ISBN в Японии | Дата выпуска на английском языке | ISBN английской версии |
| - | --------------- | ------------- | -------------------------------- | ---------------------- |
| 1 | 25 августа 2005 | 4-7575-1507-3 | 29 октября 2024                  | 978-1-41-977770-7      |
| 2 | 15 января 2006  | 4-7575-1609-6 | 7 января 2025                    | 978-1-41-977833-9      |
| 3 | 24 июня 2006    | 4-7575-1707-6 | 1 апреля 2025                    | 978-1-41-977834-6      |

## Реакция
История была положительно воспринята критиками, которые высоко оценили использование саспенса и реализма. Критики разошлись во мнениях относительно оригинальности сюжета: Manga Sanctuary похвалила его оригинальность, а BD Gest охарактеризовал его как «не совсем оригинальный». Manga News похвалили более длинную версию по сравнению с предыдущими работами Цуцуи «Охота на неудачников» и «Перезагрузка», полагая, что это привело к улучшению темпа повествования.
Персонажей также оценили по-разному: некоторые критики похвалили главных героев, отметив, что они похожи на друзей-полицейских, однако, по мнению Splash Comics, их динамика была слишком банальной. Manga Sanctuary похвалила злодея как того, чью мотивацию можно понять.
Художественный стиль манги получил положительные отзывы критиков, которые отметили дизайн персонажей, фоны и шокирующие изображения. В Splash Comics отметили, что стиль рисунка похож на работы Дзиро Танигути.

### Запрет в Нагасаки
В 2009 году первый том «Manhole» был объявлен «вредной книгой» в соответствии с постановлением префектуры Нагасаки «О защите и развитии молодёжи», что фактически привело к запрету на продажу этого тома в префектуре. При этом представители Нагасаки не сообщили Тэцуи Цуцуи о запрете, поскольку сочли, что в этом нет необходимости, поскольку том был размещён на веб-сайте. О запрете автор манги узнал примерно пять лет спустя, в конце 2013 года, когда прочитал комментарий о своей манге в разделе отзывов на веб-сайте розничного продавца.
Узнав о запрете, Тэцуя Цуцуи нанял адвоката и обратился к представителям префектуры Нагасаки с просьбой отменить присвоенный его манге статуса «вредной», но ему отказали. Позже он отправился в префектуру Нагасаки, чтобы проследить за ходом проверки, но члены комитета сочли, что никаких проблем с присвоением статуса «вредного» нет. Этот опыт стал основой для более поздней работы Цуцуи «Югай Тоси».